# Coleophora macilenta
Coleophora macilenta is een vlinder uit de familie kokermotten (Coleophoridae). De wetenschappelijke naam is voor het eerst geldig gepubliceerd in 1972 door Falkovitsh.
De soort komt voor in Europa.